# Genea jayensi
Genea jayensi är en tvåvingeart som först beskrevs av Aldrich 1924.  Genea jayensi ingår i släktet Genea och familjen parasitflugor. Inga underarter finns listade i Catalogue of Life.